# Danh sách Chủ tịch Hội đồng nhân dân tỉnh Việt Nam nhiệm kỳ 2016–2021
Dưới đây là danh sách Chủ tịch Hội đồng nhân dân các tỉnh và thành phố trực thuộc trung ương của Việt Nam nhiệm kì 2016-2021. Tất cả đều là Đảng viên Đảng Cộng sản Việt Nam.

## Danh sách
- tái đắc cử từ nhiệm kì trước (2011-2016)
- đang tại nhiệm
- tái đắc cử từ nhiệm kì trước và đang tại nhiệm

| Tỉnh/TP           | Họ và tên                  | Năm sinh  | Nhiệm kì                | Ghi chú                                                            |
| ----------------- | -------------------------- | --------- | ----------------------- | ------------------------------------------------------------------ |
| TP Hà Nội         | Nguyễn Thị Bích Ngọc       | 1961      | 25/5/2015 - 9/12/2020   | Phó Bí thư Thành ủy Hà Nội                                         |
| TP Hà Nội         | Nguyễn Ngọc Tuấn           | 1966      | 9/12/2020 - nay         | Phó Bí thư Thành ủy Hà Nội                                         |
| TP Hồ Chí Minh    | Nguyễn Thị Quyết Tâm       | 1958      | 22/6/2011 - 31/12/2018  | Phó Bí thư Thành ủy Thành phố Hồ Chí Minh                          |
| TP Hồ Chí Minh    | Nguyễn Thị Lệ              | 1967      | 8/4/2019 - nay          | Phó Bí thư Thành ủy Thành phố Hồ Chí Minh                          |
| TP Hải Phòng      | Lê Văn Thành               | 1962      | 29/6/2016 - nay         | Ủy viên Trung ương Đảng, Bí thư Thành ủy Hải Phòng                 |
| TP Đà Nẵng        | Nguyễn Xuân Anh            | 1976      | 16/6/2016 - 24/11/2017  | Ủy viên Trung ương Đảng, Bí thư Thành ủy Đà Nẵng                   |
| TP Đà Nẵng        | Nguyễn Nho Trung           | 1963      | 9/7/2018 - 9/12/2020    | Ủy viên Ban Thường vụ Thành ủy Đà Nẵng                             |
| TP Đà Nẵng        | Lương Nguyễn Minh Triết    | 1976      | 9/12/2020 - nay         | Phó Bí thư thường trực Thành ủy Đà Nẵng                            |
| TP Cần Thơ        | Phạm Văn Hiểu              | 1964      | 9/7/2014 - nay          | Phó Bí thư thường trực Thành ủy Cần Thơ                            |
| An Giang          | Võ Anh Kiệt                | 1960      | 17/3/2016 - nay         | Phó Bí thư thường trực Tỉnh ủy                                     |
| Bà Rịa – Vũng Tàu | Nguyễn Hồng Lĩnh           | 1964      | 21/6/2011 - 29/10/2020  | Bí thư Tỉnh ủy                                                     |
| Bạc Liêu          | Lê Thị Ái Nam              | 1963      | 11/12/2015 - nay        | Phó Bí thư Tỉnh ủy                                                 |
| Bắc Giang         | Bùi Văn Hải                | 1960      | 11/12/2015 - nay        | Ủy viên Trung ương Đảng, Bí thư Tỉnh ủy                            |
| Bắc Kạn           | Nguyễn Văn Du              | 1960      | 26/3/2015 - 11/12/2020  | Ủy viên Trung ương Đảng, Bí thư Tỉnh ủy                            |
| Bắc Kạn           | Phương Thị Thanh           | 1967      | 11/12/2020 - nay        | Phó Bí thư Tỉnh ủy                                                 |
| Bắc Ninh          | Nguyễn Hương Giang         | 1969      | 28/6/2016 - 14/11/2019  | Ủy viên Ban Thường vụ Tỉnh ủy                                      |
| Bắc Ninh          | Nguyễn Quốc Chung          | 1965      | 14/11/2019 - nay        | Phó Bí thư Tỉnh ủy                                                 |
| Bến Tre           | Võ Thành Hạo               | 1959      | 22/5/2015 – 9/1/2019    | Bí thư Tỉnh ủy                                                     |
| Bến Tre           | Phan Văn Mãi               | 1973      | 9/1/2019 – nay          | Ủy viên Trung ương Đảng, Phó Bí thư thường trực Tỉnh ủy            |
| Bình Dương        | Phạm Văn Cành              | 1958      | 11/11/2013 – 1/12/2018  | Phó Bí thư thường trực Tỉnh ủy                                     |
| Bình Dương        | Võ Văn Minh                | 1972      | 3/4/2019 - nay          | Ủy viên Ban Thường vụ Tỉnh ủy                                      |
| Bình Định         | Nguyễn Thanh Tùng          | 1960      | 20/6/2011 - 6/12/2020   | Phó Bí thư thường trực Tỉnh ủy, Bí thư Tỉnh ủy                     |
| Bình Định         | Hồ Quốc Dũng               | 1966      | 6/12/2020 - nay         | Bí thư Tỉnh ủy                                                     |
| Bình Phước        | Trần Tuệ Hiền              | 1969      | 30/6/2016 - 9/12/2019   | Phó Bí thư thường trực Tỉnh ủy                                     |
| Bình Phước        | Trần Ngọc Trai (phụ trách) | 1962      | 9/12/2019 - 23/3/2020   | Ủy viên Ban Thường vụ Tỉnh ủy (Phó Chủ tịch thường trực HĐND tỉnh) |
| Bình Phước        | Huỳnh Thị Hằng             | 1975      | 23/3/2020 - nay         | Phó Bí thư thường trực Tỉnh ủy                                     |
| Bình Thuận        | Nguyễn Mạnh Hùng           | 1960      | 20/6/2011 - 3/12/2020   | Bí thư Tỉnh ủy                                                     |
| Bình Thuận        | Nguyễn Hoài Anh            | 1977      | 3/12/2020 - nay         | Phó Bí thư thường trực Tỉnh ủy                                     |
| Cà Mau            | Trần Văn Hiện              | 1963      | 29/6/2016 - 5/2/2021    | Ủy viên Ban thường vụ Tỉnh ủy                                      |
| Cà Mau            | Nguyễn Tiến Hải            | 1965      | 5/2/2021 - nay          | Bí thư Tỉnh ủy                                                     |
| Cao Bằng          | Đàm Văn Eng                | 1960      | 1/7/2016 - 19/3/2020    | Phó Bí thư Tỉnh ủy                                                 |
| Cao Bằng          | Đàm Viết Hà (phụ trách)    | 1962      | 19/3/2020 - nay         | Ủy viên Ban Thường vụ Tỉnh ủy (Phó Chủ tịch HĐND)                  |
| Đắk Lắk           | Y Biêr Niê                 | 1963      | 2/12/2015 - nay         | Phó Bí thư Tỉnh ủy                                                 |
| Đắk Nông          | Lê Diễn                    | 1960      | 1/7/2016 - nay          | Bí thư Tỉnh ủy                                                     |
| Điện Biên         | Lò Văn Muôn                | 1961      | 29/6/2016 - nay         | Phó Bí thư Tỉnh ủy                                                 |
| Đồng Nai          | Nguyễn Phú Cường           | 1967      | 15/6/2016 - nay         | Bí thư Tỉnh ủy                                                     |
| Đồng Tháp         | Phan Văn Thắng             | 1967      | 22/6/2016 - nay         | Ủy viên Ban Thường vụ, Trưởng ban Tổ chức Tỉnh ủy                  |
| Gia Lai           | Dương Văn Trang            | 1961      | 10/12/2015 – 30/5/2020  | Bí thư Tỉnh ủy                                                     |
| Gia Lai           | Châu Ngọc Tuấn             | 1970      | 24/9/2020 – nay         | Phó Bí thư thường trực Tỉnh ủy                                     |
| Hà Giang          | Thào Hồng Sơn              | 1965      | 29/6/2016 - nay         | Phó Bí thư thường trực Tỉnh ủy                                     |
| Hà Nam            | Phạm Sỹ Lợi                | 1962      | 2/7/2016 - nay          | Phó Bí thư thường trực Tỉnh ủy                                     |
| Hà Tĩnh           | Lê Đình Sơn                | 1960      | 21/4/2016 - 6/12/2020   | Bí thư Tỉnh ủy                                                     |
| Hà Tĩnh           | Hoàng Trung Dũng           | 1971      | 6/12/2020 - nay         | Bí thư Tỉnh ủy                                                     |
| Hải Dương         | Nguyễn Mạnh Hiển           | 1960      | 9/12/2015 – nay         | Bí thư Tỉnh ủy                                                     |
| Hậu Giang         | Huỳnh Thanh Tạo            | 1961      | 2/12/2015 - 10/11/2020  | Phó Bí thư thường trực Tỉnh ủy                                     |
| Hậu Giang         | Trần Văn Huyến             | 1971      | 10/11/2020 - nay        | Phó Bí thư Tỉnh ủy                                                 |
| Hòa Bình          | Trần Đăng Ninh             | 1962      | 20/6/2016 – nay         | Phó Bí thư thường trực Tỉnh ủy                                     |
| Hưng Yên          | Đỗ Xuân Tuyên              | 1966      | 29/6/2016 – 9/12/2019   | Phó Bí thư thường trực Tỉnh ủy                                     |
| Hưng Yên          | Trần Quốc Toản             | 1973      | 7/5/2020 - nay          | Ủy viên Ban Thường vụ Tỉnh ủy                                      |
| Khánh Hòa         | Nguyễn Tấn Tuân            | 1964      | 14/6/2016 – 21/2/2020   | Phó Bí thư thường trực Tỉnh ủy                                     |
| Kiên Giang        | Đặng Tuyết Em              | 1960      | 7/7/2015 – 6/11/2020    | Phó Bí thư thường trực Tỉnh ủy                                     |
| Kiên Giang        | Mai Văn Huỳnh              | 1965      | 6/11/2020 - nay         | Phó Bí thư thường trực Tỉnh ủy                                     |
| Kon Tum           | Nguyễn Văn Hùng            | 1964      | 23/4/2015 - 30/5/2020   | Bí thư Tỉnh ủy                                                     |
| Kon Tum           | Nguyễn Văn Hòa             | 1963      | 23/10/2020 - nay        | Phó Bí thư Tỉnh ủy                                                 |
| Lai Châu          | Vũ Văn Hoàn                | 1962      | 29/6/2016 - 11/12/2020  | Phó Bí thư Tỉnh ủy                                                 |
| Lai Châu          | Giàng Páo Mỷ               | 1963      | 11/12/2020 - nay        | Bí thư Tỉnh ủy                                                     |
| Lạng Sơn          | Hoàng Văn Nghiệm           | 1968      | 30/6/2016 - nay         | Phó Bí thư thường trực Tỉnh ủy                                     |
| Lào Cai           | Nguyễn Văn Vịnh            | 1960      | 10/12/2015 - 9/11/2020  | Bí thư Tỉnh ủy                                                     |
| Lào Cai           | Đặng Xuân Phong            | 1972      | 9/11/2020 – nay         | Bí thư Tỉnh ủy                                                     |
| Lâm Đồng          | Trần Đức Quận              | 1967      | 2/7/2016 - nay          | Phó Bí thư thường trực Tỉnh ủy                                     |
| Long An           | Phạm Văn Rạnh              | 1960      | 10/12/2015 - 11/11/2020 | Bí thư Tỉnh ủy                                                     |
| Long An           | Nguyễn Văn Được            | 1968      | 11/11/2020 - nay        | Bí thư Tỉnh ủy                                                     |
| Nam Định          | Trần Văn Chung             | 1962      | 14/4/2015 - nay         | Phó Bí thư thường trực Tỉnh ủy                                     |
| Nghệ An           | Nguyễn Xuân Sơn            | 1962      | 29/6/2016 - nay         | Phó Bí thư thường trực Tỉnh ủy                                     |
| Ninh Bình         | Trần Hồng Quảng            | 1963      | 16/6/2016 - nay         | Ủy viên Ban Thường vụ Tỉnh ủy                                      |
| Ninh Thuận        | Nguyễn Đức Thanh           | 1962      | 30/5/2014 - nay         | Bí thư Tỉnh ủy                                                     |
| Phú Thọ           | Hoàng Dân Mạc              | 1958      | 5/4/2013 - 11/12/2018   | Bí thư Tỉnh ủy                                                     |
| Phú Thọ           | Bùi Minh Châu              | 1961      | 27/3/2019 – nay         | Bí thư Tỉnh ủy                                                     |
| Phú Yên           | Huỳnh Tấn Việt             | 1962      | 20/6/2011 - 10/7/2020   | Phó Bí thư thường trực Tỉnh ủy Bí thư Tỉnh ủy                      |
| Phú Yên           | Cao Thị Hòa An             | 1973      | 16/11/2020 - nay        | Phó Bí thư thường trực Tỉnh ủy                                     |
| Quảng Bình        | Hoàng Đăng Quang           | 1961      | 24/6/2016 – 20/11/2020  | Ủy viên Trung ương Đảng, Bí thư Tỉnh ủy                            |
| Quảng Bình        | Trần Hải Châu              | 1966      | 20/11/2020 – nay        | Phó Bí thư, Trưởng ban Nội chính Tỉnh ủy                           |
| Quảng Nam         | Nguyễn Ngọc Quang          | 1958      | 14/6/2016 – 10/7/2019   | Bí thư Tỉnh ủy                                                     |
| Quảng Nam         | Phan Việt Cường            | 1963      | 10/7/2019 - nay         | Bí thư Tỉnh ủy                                                     |
| Quảng Ngãi        | Bùi Thị Quỳnh Vân          | 1974      | 30/6/2016 - nay         | Ủy viên dự khuyết Trung ương Đảng Phó Bí thư thường trực Tỉnh ủy   |
| Quảng Ninh        | Nguyễn Văn Đọc             | 1959      | 20/4/2015 – 5/7/2019    | Bí thư Tỉnh ủy                                                     |
| Quảng Ninh        | Nguyễn Xuân Ký             | 1972      | 5/7/2019 - nay          | Phó Bí thư thường trực Tỉnh ủy                                     |
| Quảng Trị         | Nguyễn Văn Hùng            | 1961      | 30/6/2016 - 10/9/2020   | Ủy viên Trung ương Đảng, Bí thư Tỉnh ủy                            |
| Quảng Trị         | Nguyễn Đăng Quang          | 1968      | 10/9/2020 - nay         | Phó Bí thư thường trực Tỉnh ủy                                     |
| Sóc Trăng         | Lâm Văn Mẫn                | 1970      | 10/12/2015 - nay        | Ủy viên dự khuyết Trung ương Đảng, Phó Bí thư Tỉnh ủy              |
| Sơn La            | Hoàng Văn Chất             | 1959      | 8/7/2011 – 28/8/2019    | Bí thư Tỉnh ủy                                                     |
| Sơn La            | Nguyễn Thái Hưng           | 1965      | 18/10/2019 - nay        | Ủy viên Ban Thường vụ Tỉnh ủy                                      |
| Tây Ninh          | Nguyễn Thành Tâm           | 1974      | 1/7/2016 - nay          | Ủy viên Ban Thường vụ Tỉnh ủy                                      |
| Thái Bình         | Đặng Trọng Thăng           | 1960      | 31/12/2015 – 30/7/2018  | Phó Bí thư thường trực Tỉnh ủy                                     |
| Thái Bình         | Nguyễn Hồng Diên           | 1965      | 30/7/2018 – 10/8/2020   | Bí thư Tỉnh ủy                                                     |
| Thái Bình         | Nguyễn Tiến Thành          | 1965      | 10/8/2020 - nay         | Phó Bí thư thường trực Tỉnh ủy                                     |
| Thái Nguyên       | Bùi Xuân Hòa               | 1962      | 9/12/2015 - 10/12/2020  | Phó Bí thư thường trực Tỉnh ủy                                     |
| Thái Nguyên       | Phạm Hoàng Sơn             | 1976      | 10/12/2020 - nay        | Phó Bí thư thường trực Tỉnh ủy                                     |
| Thanh Hóa         | Trịnh Văn Chiến            | 1960      | 30/12/2014 - 6/12/2020  | Ủy viên Trung ương Đảng, Bí thư Tỉnh ủy                            |
| Thanh Hóa         | Đỗ Trọng Hưng              | 1971      | 6/12/2020 - nay         | Bí thư Tỉnh ủy                                                     |
| Thừa Thiên Huế    | Lê Trường Lưu              | 1963      | 2/10/2015 - nay         | Ủy viên Trung ương Đảng, Bí thư Tỉnh ủy                            |
| Tiền Giang        | Nguyễn Văn Danh            | 1962      | 23/7/2010 - nay         | Phó Bí thư thường trực Tỉnh ủy, Bí thư Tỉnh ủy                     |
| Trà Vinh          | Trần Trí Dũng              | 1959      | 22/6/2016 - 5/11/2020   | Ủy viên Trung ương Đảng, Bí thư Tỉnh ủy                            |
| Trà Vinh          | Kim Ngọc Thái              | 1969      | 5/11/2020 - nay         | Phó Bí thư Tỉnh ủy                                                 |
| Tuyên Quang       | Nguyễn Văn Sơn             | 1970      | 29/6/2016 - nay         | Ủy viên Ban Thường vụ Tỉnh ủy                                      |
| Vĩnh Long         | Trương Văn Sáu             | 1959      | 9/12/2014 - 31/5/2019   | Phó Bí thư thường trực Tỉnh ủy                                     |
| Vĩnh Long         | Bùi Văn Nghiêm             | 1966      | 31/5/2019 - nay         | Phó Bí thư thường trực Tỉnh ủy                                     |
| Vĩnh Phúc         | Trần Văn Vinh              | 1961      | 28/6/2016 - 30/10/2020  | Phó Bí thư thường trực Tỉnh ủy                                     |
| Vĩnh Phúc         | Hoàng Thị Thúy Lan         | 1966      | 30/10/2020 - nay        | Bí thư Tỉnh ủy                                                     |
| Yên Bái           | Ngô Ngọc Tuấn              | 1964-2016 | 30/6/2016 - 18/8/2016   | Ủy viên Ban Thường vụ Tỉnh ủy                                      |
| Yên Bái           | Phạm Thị Thanh Trà         | 1964      | 8/2/2017 - 2/10/2020    | Bí thư Tỉnh ủy                                                     |